# Martin Schumacher (Politiker)
Martin Schumacher (* 16. Dezember 1945 in Wedel) ist ein deutscher Politiker (FDP). Er war von 1975 bis 1983 Mitglied des Landtags von Schleswig-Holstein. Danach war er beim NDR tätig.

## Ausbildung und Beruf
Martin Schumacher besuchte von 1953 bis 1966 das Christianeum in Hamburg und das Ludwig-Meyn-Gymnasium in Uetersen. Anschließend war er bis 1968 bei der Bundeswehr. Er begann 1968 ein Medizinstudium an der Universität Würzburg, wechselte aber im Jahr darauf an die Universität Hamburg, wo er Politikwissenschaft, Soziologie und Öffentliches Recht studierte. 1974 machte er seinen Abschluss als Diplom-Politologe. Er war dann von Juni 1974 bis April 1975 als wissenschaftlicher Assistent der FDP-Fraktion in der Hamburgischen Bürgerschaft tätig.

## Politik
Schumacher war im März 1965 Mitglied bei den Deutschen Jungdemokraten geworden und trat im November 1967 in die FDP ein. Für seine Partei war er einige Jahre als Beisitzer und Schriftführer des Vorstands des Ortsverbands Wedel und des Kreisverbandsvorstands Pinneberg tätig. 1972 wurde er Mitglied des Landesvorstands der FDP Schleswig-Holstein und 1975 Vorsitzender des Kreisverbands Pinneberg. Er ist auch Mitglied der Gewerkschaft Erziehung und Wissenschaft (GEW).
In Wedel war Schumacher von 1970 bis 1972 bürgerliches Ausschussmitglied und ab 1974 Mitglied der Stadtvertretung, bis er 1975 sein dortiges Mandat nach Wahl in den Landtag niederlegte. Seit der Kommunalwahl im Mai 2013 ist er erneut bürgerliches Mitglied in einem Ausschuss des Stadtrates von Wedel.
Bei den Landtagswahlen 1975 und 1979 zog er jeweils über die Landesliste der FDP in den schleswig-holsteinischen Landtag ein. Er war Abgeordneter vom 26. Mai 1975 bis zum 12. April 1983. Im Landtag war er parlamentarischer Geschäftsführer der FDP-Fraktion. Er war unter anderem im Eingaben- und im Sozialausschuss tätig und hatte von Oktober 1976 bis Dezember 1977 den Vorsitz des Untersuchungsausschusses „Verfassungsschutz“ inne. Zudem war er von 1979 bis 1983 Mitglied des Landeswahlausschusses und des G 10-Gremiums des Kieler Landtags.

## Tätigkeit beim NDR
Nach seiner Zeit im Landtag ging Schumacher zum Norddeutschen Rundfunk. Zunächst war er dort im NDR-Studio Norderstedt tätig, zwei Jahre später wechselte er nach Kiel, wo er Chef vom Dienst im Bereich Fernsehen wurde und das neugestartete Schleswig-Holstein Magazin verantwortete. Im Zuge der Wiedervereinigung wirkte er am Aufbau des NDR in Mecklenburg-Vorpommern mit. 1992 übernahm er die Leitung der Öffentlichkeitsarbeit beim NDR, die er bis 2002 ausübte.